# Robert Guiscard
Robert Guiscard [ʀɔbɛ:'ʀ giska:'ʀ] (Robert Lasica), normanski vojvoda i vojvoda Apulije (Normandija, oko 1020. – otok Kefallonia, Grčka, 17. srpnja 1085). Udario je temelje normanskoj vlasti u južnoj Italiji. Dokrajčio je bizantsko gospodstvo u Italiji (1071.) i ostatke langobardske vlasti. Saveznik pape Grgura VII. protiv Bizanta (u savezu bili i Hrvati) i njemačkoga cara Henrika IV.

## Životopis
Sin sitnoga normandijskog plemića Tankreda od Hautevillea. U južnu Italiju došao 1047. Uspio se nametnuti kao zapovjednik tamošnjim brojnim normanskim vojnim družinama. Ugovorom s papom Nikolom II. (Melfi, 1059.) stekao investituru nad vojvodstvima Kalabrijom i Apulijom te nad Sicilskim kneštvom. Time je položio pravni temelj za buduću normansku dominaciju u južnoj Italiji. Osvajanjem Barija (1071.) dokončao je posljednje ostatke bizantske vlasti na Apeninskom poluotoku, a zauzećem Salerna (kneževina Benevento) dokinuo posljednje langobardsko uporište (1076.). S bratom Rogerom I. započeo preotimanje Sicilije od Arapa. Sklopio je protubizantski savez s papom Grgurom VII. Tomu su savezu pristupili i Hrvati s kraljem Zvonimirom na čelu. Hrvati su u znatnoj mjeri pridonijeli Robertovoj pobjedi nad bizantskom mornaricom kraj Drača (Krfa) 1081. Tada je Robert Guiscard primio od Grgura VII. cijelo područje svoje vladavine u feud. Godine 1084. osvojio je Rim i oslobodio Grgura VII., kojega je car Henrik IV. opsjeo u Anđeoskoj tvrđavi. Umro tijekom obnovljenih borbi protiv Bizanta. Položio je temelje potonjemu Sicilskomu Kraljevstvu.
Njegovi sinovi koji su ostavili značajan trag u povijesti su:
- Roger Borsa, vojvoda Apulije od 1085., slab vladar[4]
- Bohemund I., vojvoda od Taranta, istaknuti sudionik Prvoga križarskog rata, od 1098. knez od Antiohije.[5]

## Opis
Roberta je ovako opisala bizantska princeza Ana Komnena (1083. – 1153.):
»On je po podrijetlu Norman, neznatna roda, po temperamentu tiranin, uma vrlo lukavog, hrabar u akciji, vrlo pametan kada napada bogatsvto magnata; nepopustljiv u postignuću jer nije dopustio da niti jedna prepreka stoji na putu ostvarivanja njegove želje. Njegov je stas tako visok da rastom nadvisuje i najviše, njegova je put rumena, njegova kosa kovrčava, ramena široka, njegove oči zrače vatrenim iskrama. Homer kaže o Ahilu da kada je povikao njegov glas dao utisak mnoštva u komešanju, ali govori se kada bi ovaj čovjek povikao tisuće bi se dale u bijeg. Tako obdaren od sreće, tijela i karaktera, on je po prirodi bio nepobjediv i nepodložan ikome na ovom svijetu.«